# Protracheoniscus brentanus
Protracheoniscus brentanus là một loài chân đều trong họ Trachelipodidae. Loài này được Verhoeff miêu tả khoa học năm 1927.